# Cyphellaceae
Famille
LesCyphellaceae sont une famille dans le clade IV des marasmioïdes de l'ordre des agaricales.

## Genres des Cyphellaceae
- Asterocyphella
- Campanophyllum
- Catilla
- Cheimonophyllum
- Chondrostereum
- Cunninghammyces
- Cyphella
- Gloeocorticium
- Gloeostereum
- Granulobasidium
- Hyphoradulum
- Incrustocalyptella
- Phaeoporotheleum
- Seticyphella
- Sphaerobasidioscypha
- Thujacorticium